# Ligue rhénane
La Ligue rhénane (en allemand : rheinischer Städtebund) apparaissait deux fois dans l'histoire. La première et la plus importante ligue urbaine est née au milieu du XIIIe siècle, la seconde a été un précurseur de la ligue des villes d'Allemagne du Sud vers la fin du XIVe siècle. Dans les deux cas, les villes de Mayence et de Worms représentaient le centre constitutif, d'autres villes importantes - principalement du sud-ouest de l'Allemagne - suivaient.

## Première Ligue rhénane
La première Ligue rhénanes existait du 13 juillet 1254 à 1257 et comprenait 59 villes et plus tard aussi des princes territoriaux.
L'initiative de fonder la Ligue rhénane est venue du citoyen de Mayence Arnold Walpod (Walpode est l'abréviation de "Gewaltbote" [représentant du pouvoir], ce qui signifie qu'Arnold avait le pouvoir de police) et du trésorier des villes de Mayence et de Worms Arnold zum Thurm. Dès février 1254, ces deux villes concluent un traité bilatéral, suivi au printemps 1254 d'une alliance avec les villes d'Oppenheim et de Bingen. En juillet 1254, lors du rassemblement à Mayence, la ligue fut élargie par les villes de Cologne, Worms, Spire, Strasbourg, Bâle et d'autres villes.
Le motif de la fondation était l'insécurité dans le Saint Empire romain germanique au moment de l'interrègne. La Ligue rhénane était basée sur le Mainzer Landfrieden de 1235. Il s'est opposé aux Fehden et a établi des règles pour les cas de conflit. Un traité de paix limité à 10 ans est conclu. L'objectif principal de cette union était la « restauration de la paix et ainsi que la préservation de la paix et de la justice ». Le traité stipulait également « que la paix jurée doit s'appliquer à tous au sein de la fédération, pour les pauvres et les riches, le clergé religieux et séculier, les laïcs comme les juifs ». Une marine de guerre sur le Rhin devrait protéger la navigation. De plus, les villes voulaient créer un contrepoids aux souverains. Ils exigent la suppression de la trentaine de postes douaniers rhénans, qui entravent fortement les échanges.
La Ligue rhénane avait une assemblée fédérale qui devait se réunir tous les trimestres et sa propre marine rhénane. Après l'assemblée fondatrice à Mayence, la deuxième assemblée fédérale a eu lieu le 6 octobre 1254 à Worms. D'autres réunions eurent lieu le 29 juin 1255 et le réveillon du Nouvel An 1255. Les assemblées du 26 mai et du 15 août 1256 ne sont plus suivies par les princes, si bien que la fédération commence à décliner.
Une particularité par rapport aux autres ligues urbaines était l'augmentation de la participation de souverains. Il a donné à cette association une position plus importante par rapport aux autres fédérations, mais d'autre part, la présence des membres de la noblesse a augmenté le potentiel de conflit. Étant donné que la plupart des villes de l'époque ne comptaient qu'entre 2 000 et 5 000 habitants, les villes restaient trop faibles pour représenter un facteur de puissance majeur.
Parmi les membres il avait entre autres Mayence, Worms, Spire, Bâle, Strasbourg, Fribourg-en-Brisgau, Zurich, Alsfeld, Oppenheim, Bingen, Francfort, Cologne, Aix-la-Chapelle, Wetzlar, Duisburg, Würzburg, Mühlhausen et Friedberg, mais aussi des villes plus elloignés comme Brême, Lübeck, Nuremberg et Ratisbonne ainsi que des villes plus petites comme Schriesheim et Grünberg. Même si 16 villes westphaliennes (dont Ahlen) figuraient parmi les 59 villes membres de cette Ligue rhénane, soit près d'un tiers des membres, l'appellation parfois utilisée « Rheinisch-Westfälischer Städtebund » (en français : « Association des villes rhénanes-westphaliennes ») pour cette fédération est trompeuse.

## Deuxième Ligue rhénane
Le 20 mars 1381, une deuxième Ligue rhénane est formée, qui comprend les villes de Francfort, Mayence, Worms, Spire et Strasbourg. Cette ligue fusionna dans la même année avec la Ligue souabe ((de) Schwäbischer Städtebund) pour former la Ligue des villes d'Allemagne du Sud ((de) Süddeutscher Städtebund), qui dut être vaincue par le comte Eberhard II de Wurtemberg lors de la bataille de Döffingen en 1388 et dissoute en 1389 avec la paix d'Eger ((de) Landfrieden von Eger).

## Litérature
- Wilhelm Martin Becker: Die Initiative bei der Stiftung des Rheinischen Bundes 1254. Giessen 1899. (Universität Giessen Phil. Diss. 10. Mai 1899) Archive.org
- Erich Bielfeldt: Der Rheinische Bund von 1254. Ein erster Versuch einer Reichsreform. Pilger-Druckerei, Speyer 1937 (Kiel, Univ., Diss., 1936)
- Eva-Marie Distler: Städtebünde im deutschen Spätmittelalter. Eine rechtshistorische Untersuchung zu Begriff, Verfassung und Funktion. (Studien zur europäischen Rechtsgeschichte, Bd. 207). Frankfurt am Main 2006,  (ISBN 978-3-465-04001-9), (Zugleich Frankfurt am Main, Univ. Diss., 2004/2005)
- Friedrich Ebrard: Der erste Annäherungsversuch König Wenzels an den schwäbisch-rheinischen Städtebund 1384-1385. Eine historische Untersuchung. Straßburg 1877
- Ludwig Quidde: Der schwäbisch-rheinische Städtebund im Jahre 1384 bis zum Abschluss der Heidelberger Stallung. Stuttgart 1884
- Karl Anton Schaab: Geschichte des großen rheinischen Städtebundes. 2 Bände. Kupferberg, Mainz 1843–1845 (Digitalisat: Bd. 1, Bd. 2)
- Alexander Thon: Städte gegen Burgen. Tatsächliche und mutmaßliche Belagerungen von Burgen am Mittelrhein durch den Rheinischen Bund 1254–1257. In: Jahrbuch für westdeutsche Landesgeschichte. Jg. 34, 2008,  (ISSN 0170-2025), S. 17–42.